# Moechotypa strandi
Moechotypa strandi är en skalbaggsart som beskrevs av Stefan von Breuning 1936. Moechotypa strandi ingår i släktet Moechotypa och familjen långhorningar. Inga underarter finns listade i Catalogue of Life.